# Misythus polillo
Misythus polillo är en insektsart som beskrevs av Morgan Hebard 1923. Misythus polillo ingår i släktet Misythus och familjen torngräshoppor. Inga underarter finns listade i Catalogue of Life.